# Сарафов, Крыстё
Крыстё Петров Сара́фов (болг. Кръстьо Петров Сарафов; 1876—1952) — болгарский актёр театра, член Союза артистов Болгарии.

## Биография
Родился 6 апреля 1876 года в селе Либяхово Османской империи, ныне село Илинден Болгарии.
Отец Пётр был учителем, его дядя Коста — известным общественным деятелем, дед Харитон Карпузов был борцом за самостоятельность болгарской церкви. У Крыстё были братья Ангел, Петко и Борис, а также сестра Злата.
Родители были против, чтобы их сын стал актёром и послали его на обучение в Адрианополь, чтобы отвлечь его от любви к театру. После окончания Адрианопольской болгарской мужской гимназии, Крыстё вернулся домой и решил заняться искусством, явившись на конкурс, обеспечивающий стипендию для обучения актёрской профессии за рубежом. При конкурсе в 60 человек было отобрано четверо, среди них оказался Сарафов. Для обучения уехал в Петербург, где поступил в частную драматическую школу. Разочаровавшись в этой школе, перешёл в Императорскую театральную школу, которую окончил с отличием и вернулся домой.
В Болгарии дебютировал в 1899 году на сцене театр «Сълза и смяха» в гоголевском «Ревизоре», но бо́льшую часть своих ролей сыграл на сцене Национального театра. Здесь среди его ролей выделяются Сирано де Бержерак в одноимённой пьесе Эдмона Ростана, Тартюф и Аргана в мольеровских «Тартюфе» и «Мнимом больном», Фамусов в «Горе от ума» Грибоедова. Также снялся в нескольких болгарских фильмах.
Имея македонские корни, Сарафов принимал участие в жизни македонской эмиграции в Болгарии, являлся членом-учредителем Македонского научного института. Был участником Союза артистов Болгарии (основан в 1921 году) и его председателем с 1924—1925 годах. Имел болгарские награды.
Умер 27 августа 1952 года в Софии. C 1901 года был женат на актрисе Донке Гюзелевой, дочери болгарского просветителя Ивана Гюзелева. Его именем названа в 1954 году Национальная академия театрального и киноискусства.

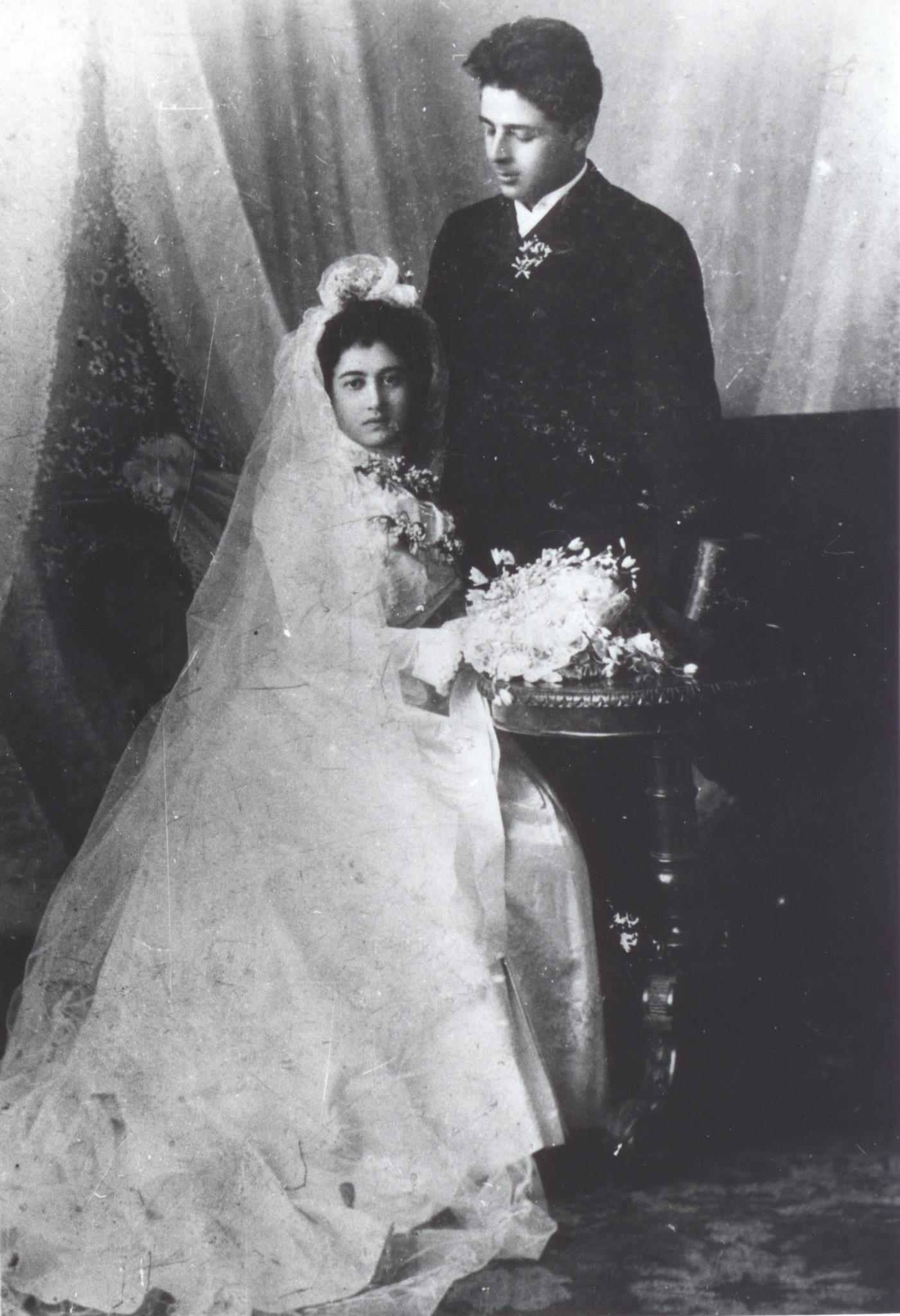
Сарафов с женой Донкой, 1901 год
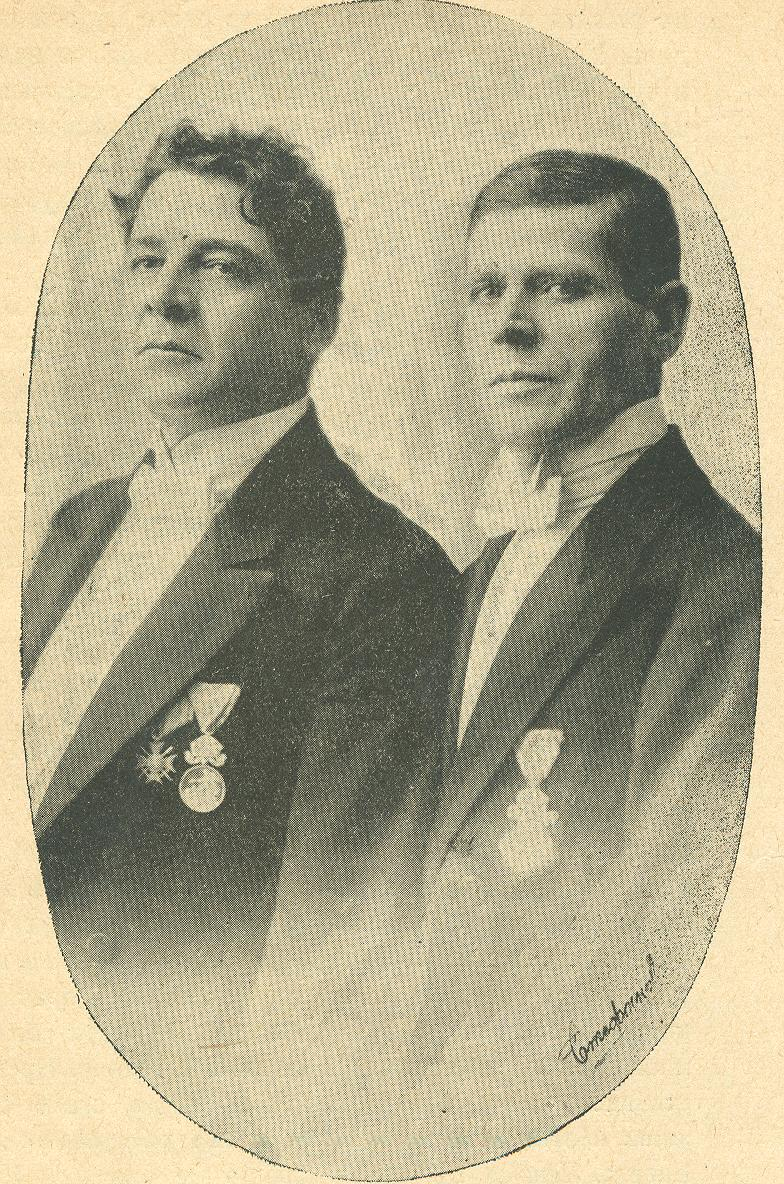
Крыстё Сарафов и Борис Пожаров